# Serra de Monchique
De Serra de Monchique is een middelgebergte in het westen van de Algarve op ongeveer 20 km van de kust. Het hoogste punt is de Fóia met een hoogte van 902 meter. Deze bergtop is tevens de hoogste in de Algarve. Een andere bergtop is de Picota, die 774 meter hoog is. Het gebergte heeft een prominentie van 739 meter en een dominantie van 172,69 km. In de bergen ligt de plaats Monchique, waaraan het gebergte haar naam dankt.
De bodem is van magmatische oorsprong. Zowel de Fóia alsook de Picota zijn geërodeerde stratovulkanen. De hellingen zijn abrupt en met veel valleien. Het gebied is bedekt met bossen die ook veel uitheemse boomsoorten bevatten, zoals eucalyptussen en acacia's. 
Door de nabijheid van de zee heeft het gebergte een subtropisch klimaat met een gemiddelde neerslag van tussen de 1000 en 2000 mm per jaar. In combinatie met milde temperaturen zorgt dit voor een rijke en gevarieerde vegetatie, waaronder de Algerijnse eik (Quercus canariensis) en de Pontische rododendron (Rhododendron ponticum subsp. baeticum), evenals soorten die zeldzaam zijn aan de Algarve, zoals de tamme kastanje (Castanea sativa), de Portugese eik (Quercus faginea) en de zomereik (Quercus robur). 
Op de zuidelijke helling van de Picota bevindt zich het kuuroord Caldas de Monchique, gelegen in een vallei met geothermische bronnen. Verschillende riviertjes en beken ontspringen in de Serra de Monchique, waaronder de Ribeira de Seixe, de Ribeira de Aljezur, de Ribeira de Monchique en de Ribeira de Boina.

## Bosbranden

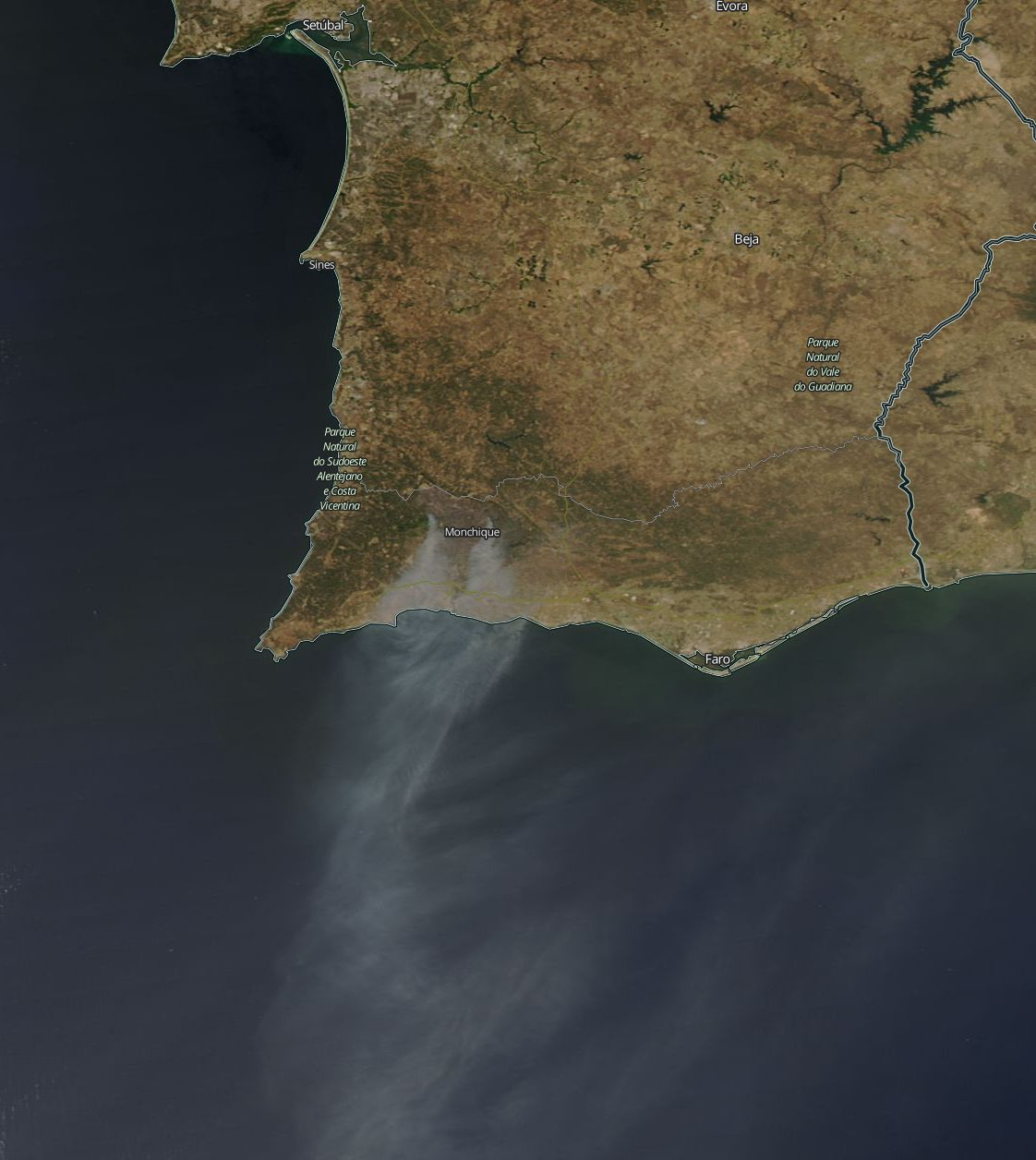
Bosbrand van 2018

De bosbranden die in de zomer in Portugal nogal eens voorkomen teisteren herhaaldelijk de heuvels van de Serra de Monchique, waar de massale aanplantingen van eucalyptus vatbaar zijn voor snel groeiende bosbranden. Dit gebeurde onder andere in 2003, 2016, 2018 en 2022.

## Afbeeldingen

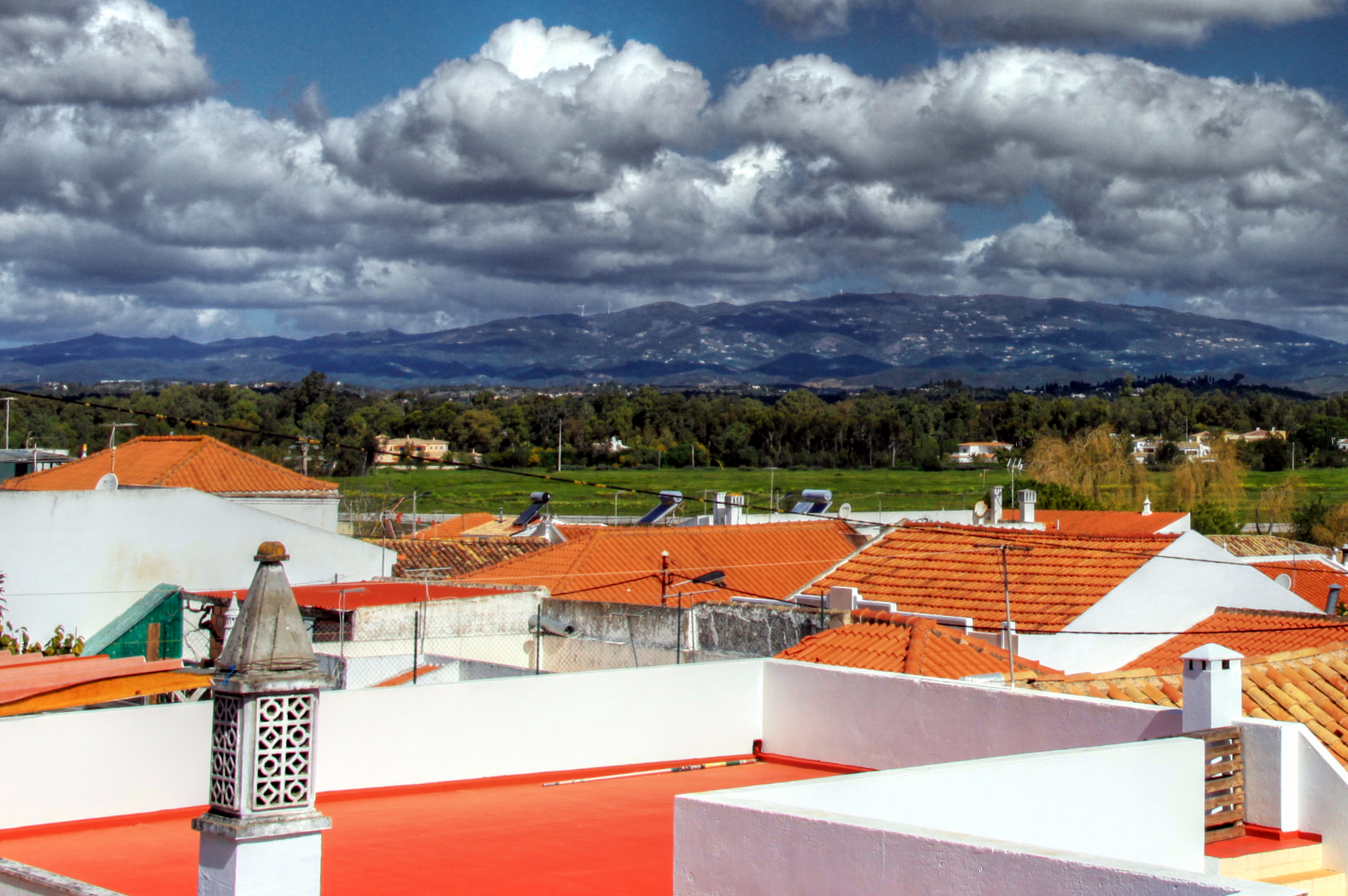
Uitzicht op de Serra de Monchique vanaf de kust in het zuiden
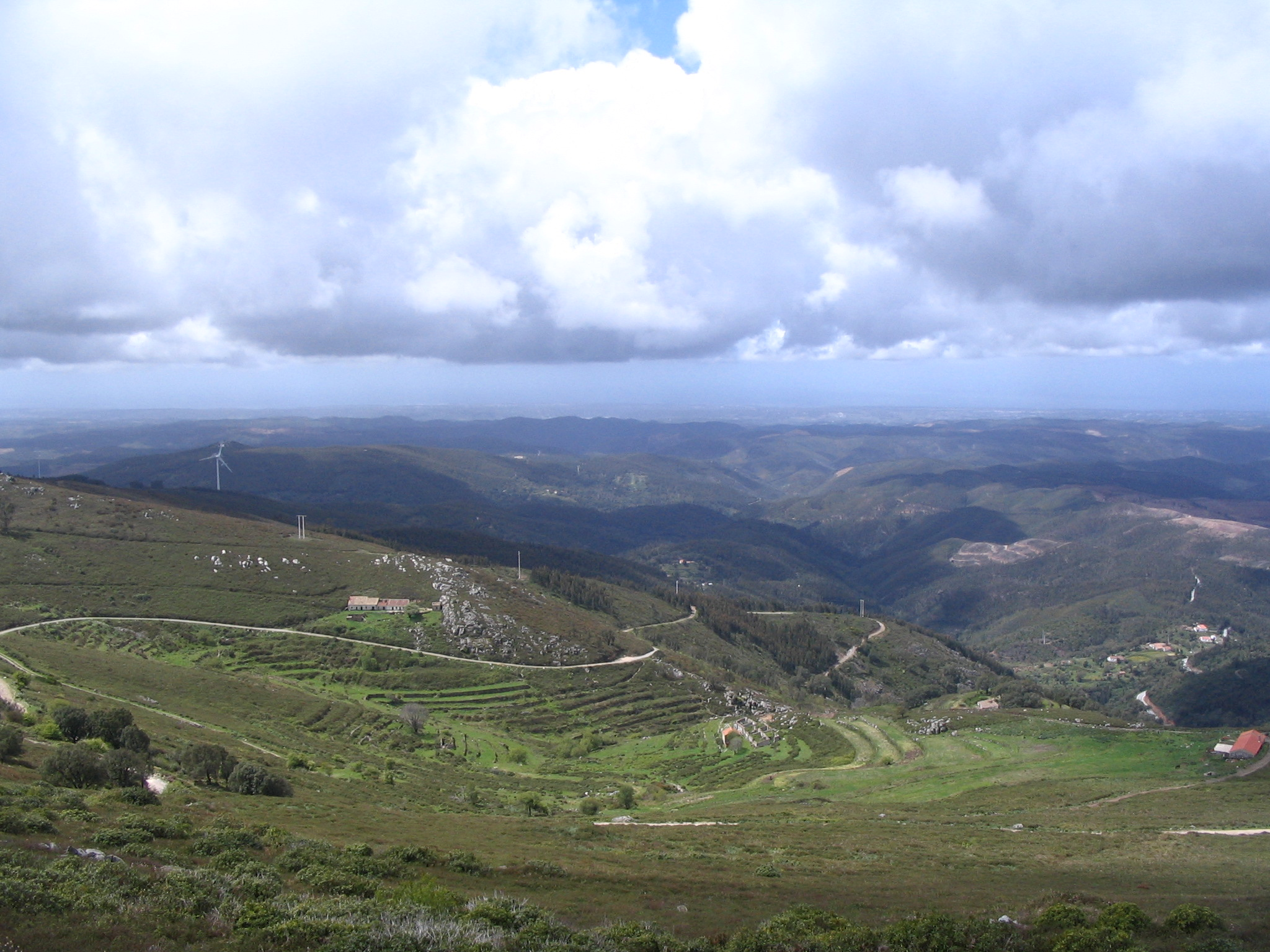
Uitzicht vanaf de Fóia naar Portimão in het zuiden
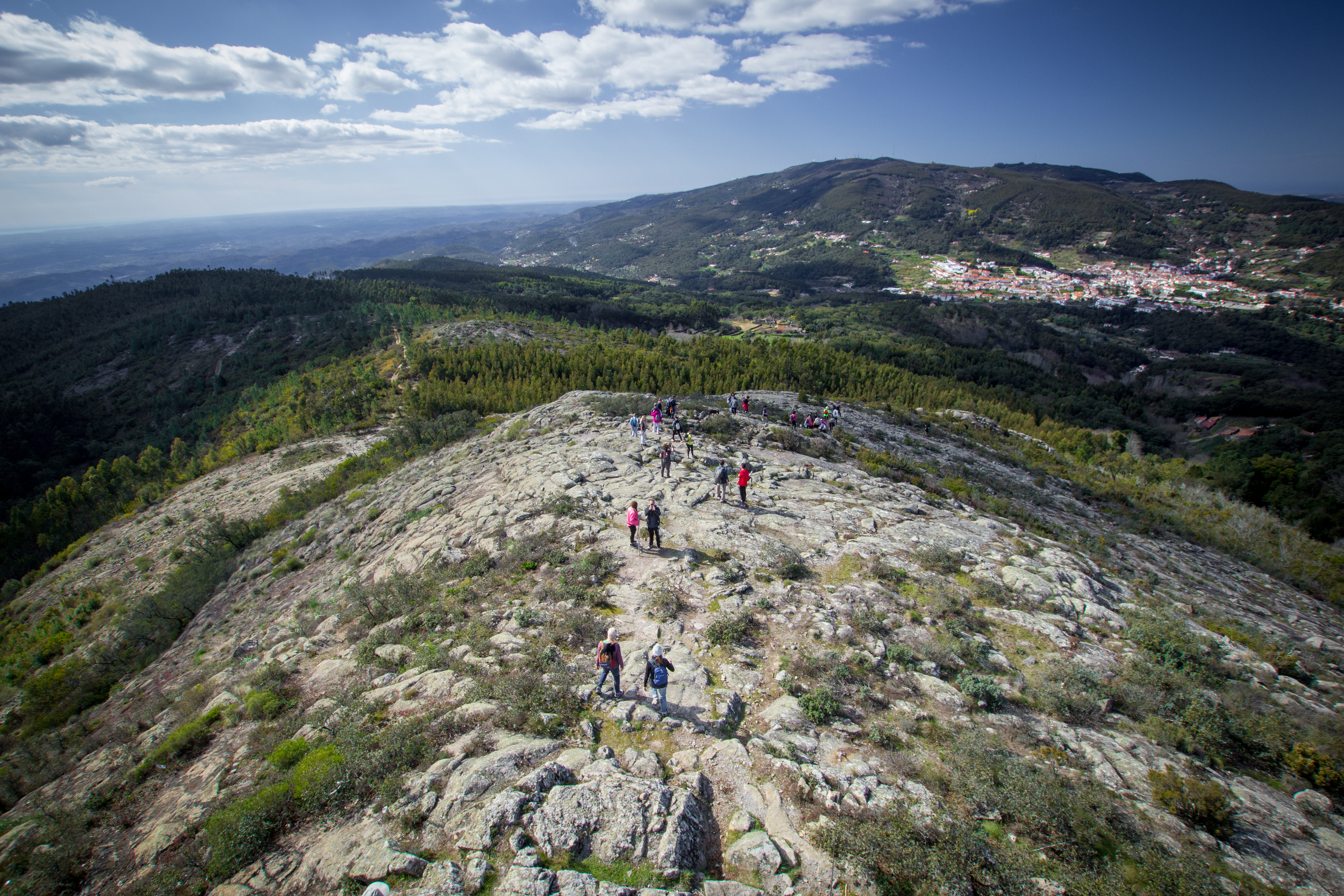
Uitzicht op Monchique vanaf de Picota
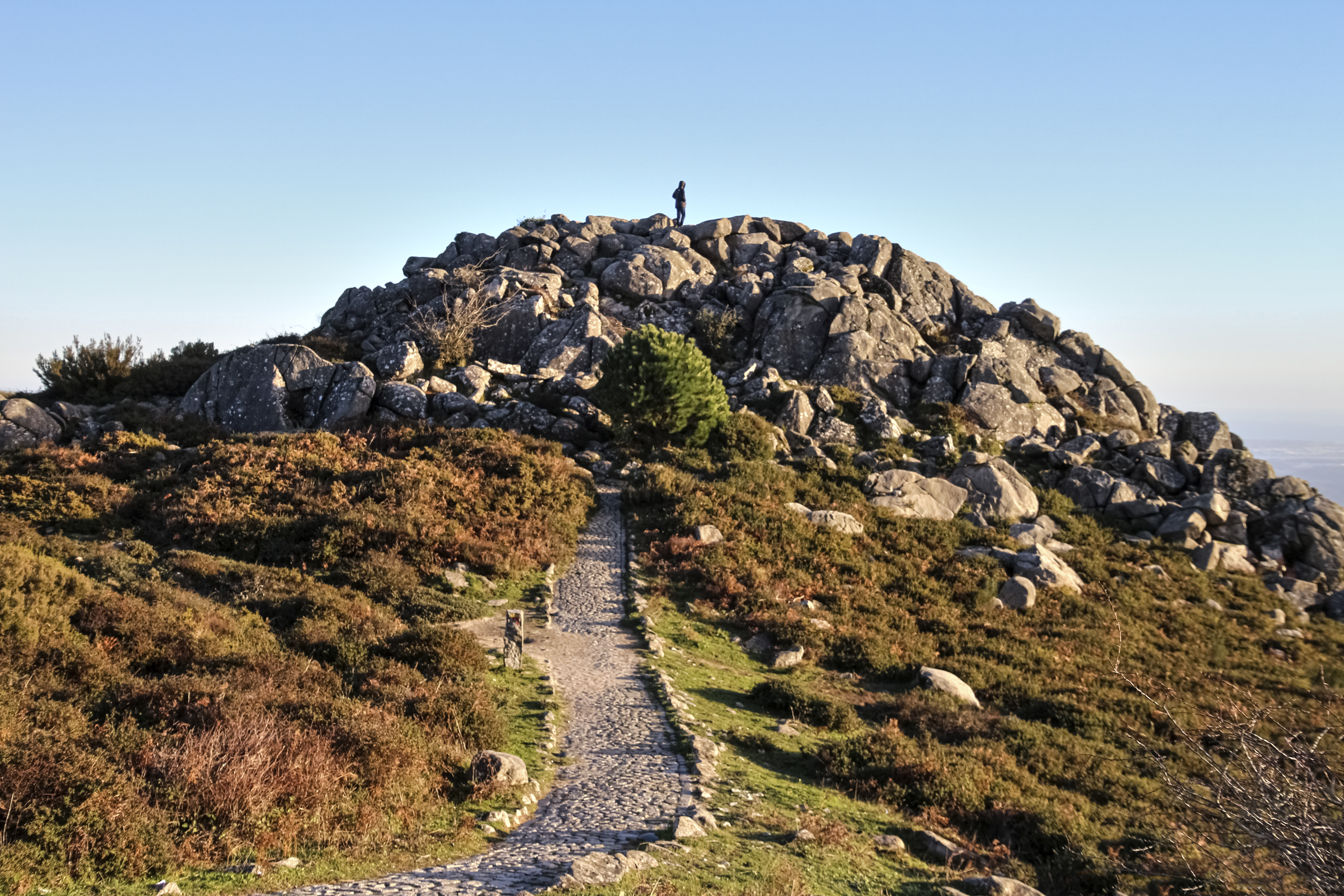
Top van de Fóia
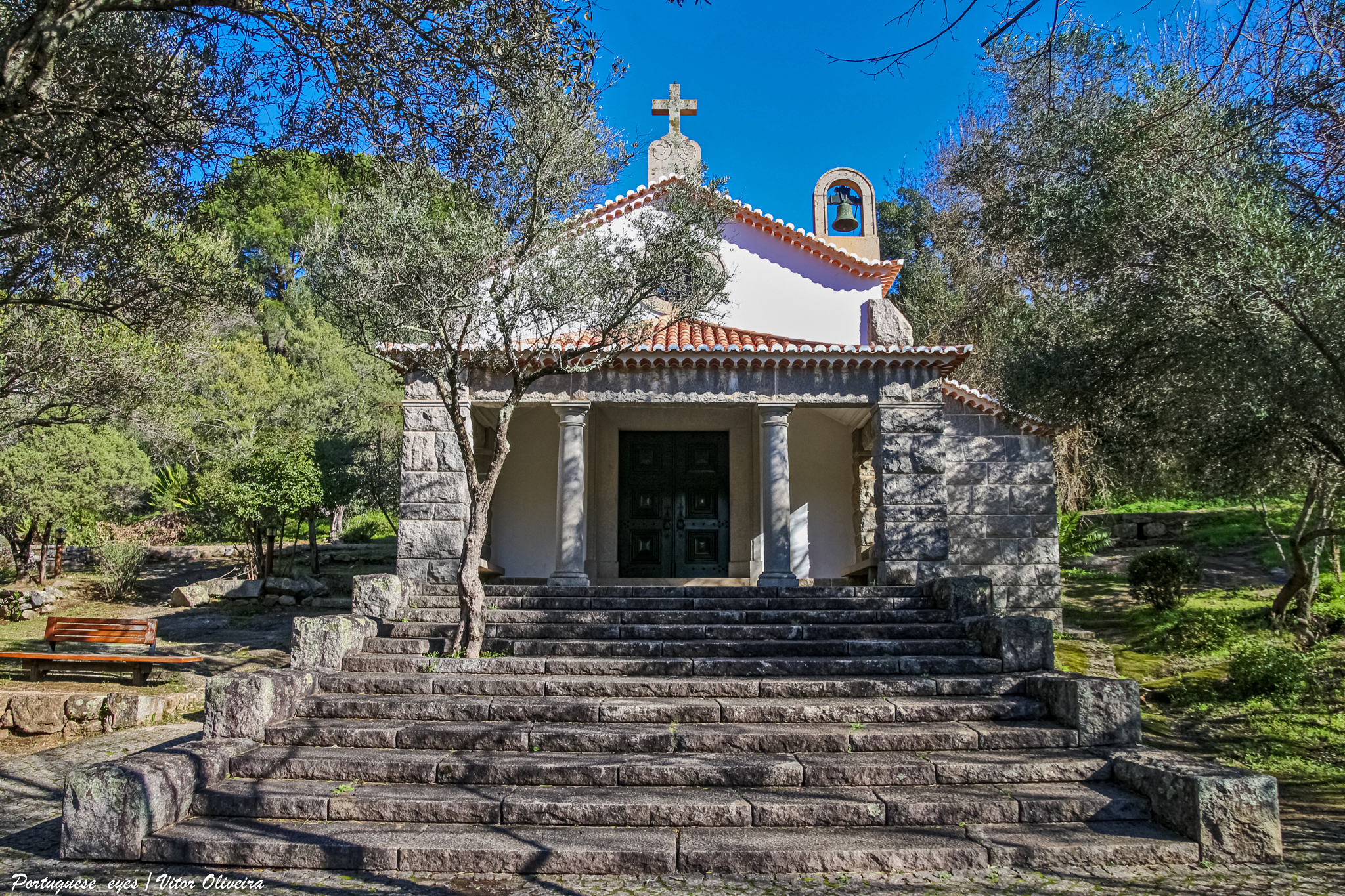
Kapel bij de thermaalbaden van Caldas de Monchique
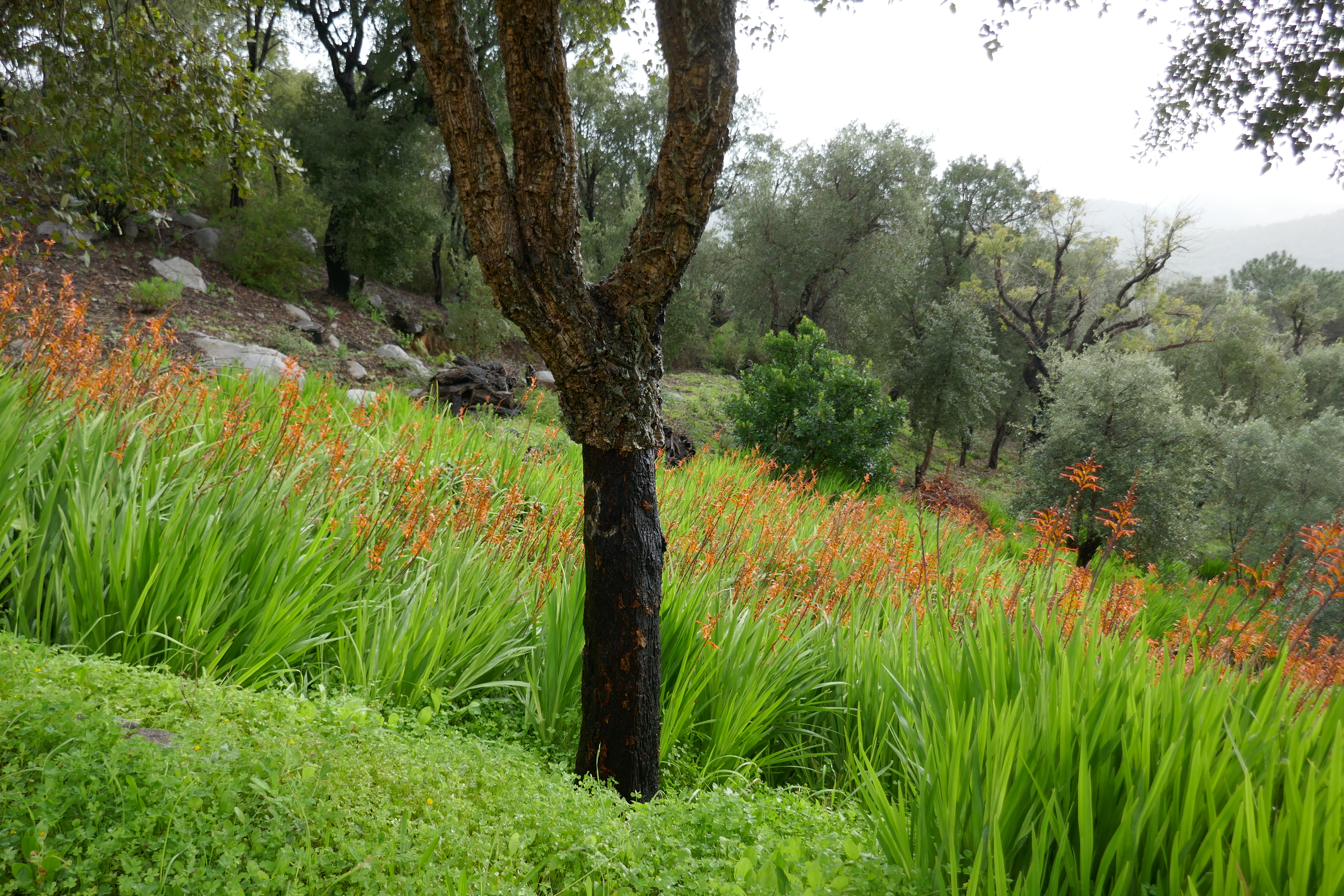
Helling met bloeiende montbretia's (Crocosmia)
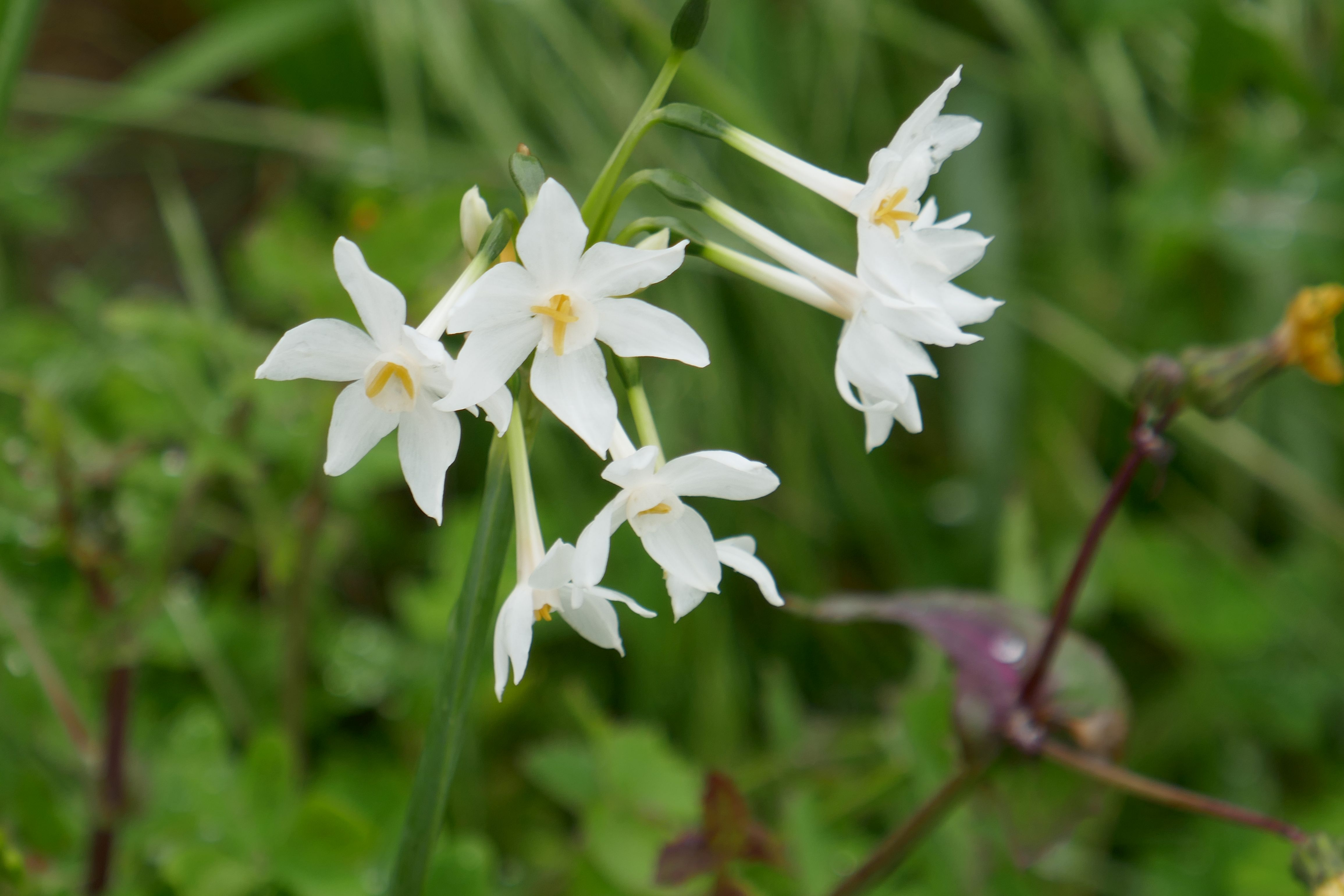
Narcissus papyraceus